# Resolució 1389 del Consell de Seguretat de les Nacions Unides
La Resolució 1389 del Consell de Seguretat de les Nacions Unides fou adoptada per unanimitat el 16 de gener de 2002. Després de recordar totes les resolucions anteriors sobre la situació a Sierra Leone, el Consell va ampliar el mandat de la Missió de les Nacions Unides a Sierra Leone (UNAMSIL) per incloure disposicions àmplies per donar suport a les eleccions generals de maig de 2002.
En el preàmbul de la resolució, el Consell de Seguretat va acollir amb satisfacció els progressos significatius realitzats en el procés de pau de Sierra Leone i la finalització del procés de desarmament. Va subratllar la importància d'unes eleccions lliures i justes sobre l'estabilitat a llarg termini del país i va acollir amb satisfacció els progressos realitzats pel govern de Sierra Leone i la Comissió Electoral Nacional en la preparació de les eleccions.
A més de la Resolució 1270 (1999), el Consell va decidir que la UNAMSIL assumís tasques relacionades amb les eleccions. Les tasques incloïen assistir amb suport logístic a la Comissió Electoral Nacional a través del transport de materials i materials electorals; facilitant la lliure circulació de persones, béns i ajuda humanitària; i proporcionant seguretat. Va reiterar que, d'acord amb les resolucions 1270 i 1289 (2000), la UNAMSIL estava autoritzada a adoptar les mesures necessàries durant el seu mandat. Mentrestant, la quantitat de policia de les Nacions Unides al país es va incrementar per donar suport a la Policia de Sierra Leone i va idear un programa de formació electoral per al seu personal.
La resolució es congratula per l'establiment temporal d'un component electoral a la missió de la UNAMSIL per coordinar les activitats electorals entre la Comissió Nacional Electoral, el govern de Sierra Leone i altres parts interessades. A més, es crearia una oficina electoral a cada regió electoral per supervisar el procés per determinar si es complia amb els estàndards internacionals. El Consell també va agrair el suport que oferia la Secció d'Informació Pública de la UNAMSIL a la Comissió Nacional Electoral i al Govern i la creació d'una estratègia d'educació i informació pública.
Finalment, el Consell va subratllar la importància d'unes eleccions lliures i justes al país i va instar a la comunitat internacional a que contribueixi a prestar assistència al respecte.